# Lobala (Ethnie)
Die Lobala  sind eine Ethnie, die heute hauptsächlich auf beiden Seiten des Ubangi in der nordwestlichen Demokratischen Republik Kongo sowie der nordöstlichen Republik Kongo ansässig ist. Sie sind traditionell Flussanwohner und lebten von Fischfang, Landwirtschaft an den Flussufern sowie vom Handel über die Flüsse Ubangi und Kongo.